# Patrik Sjöberg
Jan Niklas Patrik Sjöberg (n. 5 de enero de 1965 en Gotemburgo, Västra Götaland) es un saltador de altura sueco retirado y fue poseedor del récord mundial. Con su marca de 2.42 m posee el récord sueco y europeo de salto de altura masculino. Su récord mundial de 2.42 m lo estableció en Estocolmo el 30 de junio de 1987, es el mejor salto en la historia de alguien que no haya tenido resultados positivos de drogas de mejoramiento de rendimiento. Sin embargo, Sotomayor mejoró la marca en pista abierta en tres oportunidades (1988, 1989 y 1993) y no tuvo resultados positivos en sus tests de drogas en dichas oportunidades. Además Sjöberg fue dos veces poseedor del récord mundial en pistas cubiertas con marcas de 2.38 m (1985) y 2.41 m (1987). 
Sjöberg ganó la medalla de oro en los Campeonatos Mundiales en Roma 1987 y 3 medallas olímpicas. Dos medallas de plata en Los Ángeles 1984 y Barcelona 1992 y una medalla de bronce en Seúl 1988. Sjöberg es el único saltador que ha ganado medallas en más de dos juegos olímpicos.
Sjöberg fue distinguido con la medalla de Oro Svenska Dagbladet en 1985. Su carrera ha inspirado a varios saltadores de altura sueco que siguieron sus pasos, entre los que se encuentran Kajsa Bergqvist, Linus Thörnblad, Staffan Strand, y Stefan Holm. Su récord mundial de 2.42 m fue batido un año después, cuando durante competencias de preparación para los juegos Olímpicos de Seúl Javier Sotomayor saltó 2.43 m en septiembre de 1988 en un mitin celebrado en España.